# Camp de la patrie
Le Camp de la patrie est un parti politique de la République démocratique du Congo. Son président est Arthur Z'ahidi Ngoma.